# 放送政策研究会
放送政策研究会（ほうそうせいさくけんきゅうかい）は、2000年に郵政省に設置された、放送政策の方向性を議論するための有識者による研究会。放送行政局長の私的研究会であり、国家行政組織法上の審議会ではない。座長は東亜大学通信制大学院教授の塩野宏。
2001年1月に郵政省が総務省に改組された後も、情報通信政策局長の私的研究会として存続。2001年12月にNHKの子会社の業務運営の適正化・透明化や、インターネット利用のあり方を提言する第一次報告を発表。
2003年2月にマスメディア集中排除原則の緩和を提言する最終報告をまとめ、閉幕した。